# Ľubomír Luhový
Ľubomír Luhový (Považská Bystrica, 31. svibnja 1967.) je nekadašnji slovački nogometaš i jedan od najpoznatijih igrača FK Inter Bratislave. Trenutno obnaša dužnost menadžera u klubu MFK Petržalka. Osim menadžera bio je i športski direktor kluba FK Fotbal Třineca. U svojoj igračkoj karijeri četiri je puta igrao za Intera iz Bratislave, u vrijeme Čehoslovačke i Slovačke, te je ostao jednim od najboljih igrača tog nogometnog kluba.

## Klupska karijera

### Čehoslovačka
Kao i njegov stariji brat, Milan Luhový, nogometnu karijeru započinje 1977., u mlađim sekcijama nogometnog kluba MŠK Púchov, gdje igra sve do 1985. kada prelazi u seniorsku skupina. Kao senior Púchova igrao je jednu sezonu, u kojoj je nastupio 12 puta i pri tome upisao 2 pogotka. Tadašnji menadžer kluba, Jozef Jankech, uvidio je njegovu vrijednost te je ubrzo dobio ponudu iz bratislavskog Intera. Luhový je pristao na transfer i 1. lipnja 1985. potpisao ugovor s Interom na jednu godinu. Unatoč transferu, odigrao je svega pet utakmica u kojima nije dobio značajniju priliku da iskaže svoje vještine. Izrazivši nezadovoljstvo zbog premalo odigranih minuta, 1. lipnja 1986. potpisuje za Bansku Bystricu prvo za jednu sezonu, a ubrzo nakon toga i produljenje ugovora do 1. lipnja 1988. Za Bansku Bystricu odigrao je 15 susreta i upisao 3 zgoditka. Nakon isteka dvogodišnjeg ugovora, klub za koji je "grijao klupu", sad ga svakako želio dovesti kao pojačanje. Luhový je pristao na drugu priliku, i potpisao ugovor s Interom za sezonu 1988./89., s istekom ugovora 1. lipnja 1989. Iako se ne zna točan iznos transfera, bio je jedan od najvećih u vrijeme 1980-ih u Čehoslovačkoj, dok se naziralo vidno odcjepljenje, čiji je glavni pokretač bila Baršunasta revolucija. Te sezone, Čehoslovačke prve lige 1989./90., bio je glavni napadač Intera. U 53 nastupa zabio je 20 pogodaka i time postao najbolji strijelac Prve lige. No, unatoč tome Sparta Prag je osvojila svoj 23. naslov prvaka, a Inter je u konačnici završio na 3. mjestu.

### Europa i Japan
Svojom odličnom igrom u rodnoj Čehoslovačkoj došao je i na dobar glas u Europi, a za njega se se najviše zanimali Francuzi od kojih je zanimanje predvodio FC Martigues. Nakon nekoliko neuspjelih pokušaja, menadžer Martiguesa je uspio nagovoriti Luhovijevog menadžera Jozef Jankecha na transfer, tako da je Luhový za francuski klub potpisao isti dan na koji mu je istekao ugovor u Interu. Time je postao jedan od rijetkih čehoslovačkih nogometaša koji su potpisali za neki strani klub. Za FC Matrigues je tijekom dvije sezone odigrao 54 utakmice i pritom ostvario 33 pogotka, no unatoč njegovoj sjajnoj igri klub je iz Ligue 2 ("Divizije 2") bio degradiran u treći razred francuske nogometne lige. Krajem svibnja i početkom lipnja 1992. vrijeme isteka ugovora, klupski menadžer Christian Sarramagna dobio je ponudu od starog znalca, Intera iz Bratislave, dvogodišnjeg ugovora za sezonu 1992./93. i 1993./94. Luhový je pristao i 1. lipnja 1992. potpisao po treći put dvoogodišnji ugovor s Interom. Tijekom sljedeće dvije sezone bio je glavni igrač Intera, odigravši 44 susreta i pritom pogodivši protivničku mrežu 29 puta, što znači da je gol dao savke 1,51 utakmice. Istekom ugovora 1994. potpisuje s japanskim nogometnim klubom Urawa Red Diamonds na jednu sezonu. Za Japance je odigrao 16 utakmica i pritom zabio 8 golova, po jedan na dvije utakmice. 1995. po četvrti put potpisuje za Inter, kao i po običaju, na dvije godine. Ovaj put je odigrao rekordnih 56 utakmica i zabio 22 gola. Tijekom 1997. i 1998. igrao je za Spartaka iz Trnave, gdje je u 24 susreta dao 17 golova. Sljedeće dvije godine (1998. – 2000.) igrao je za austrijski klub Grazer AK i u 21 susretu austrijske Bundeslige dao 3 gola. Svoju klupsku karijeru završio je u bratislavskom niželigašu MFK Petržalka, u koji je došao kao posudba iz FC Kärnterna (posudba iz Grazera AK) i odigrao 6 utakmica zabivši svoj posljednji profesionalni gol.

### Klupske statistike[15]
| Klub         | Klub                              | Klub         | Liga | Liga |
| Sezona       | Klub                              | Liga         | Uta  | Gol  |
| Čehoslovačka | Čehoslovačka                      | Čehoslovačka | Liga | Liga |
| ------------ | --------------------------------- | ------------ | ---- | ---- |
| 1985./86.    | Matador Púchov                    |              | 12   | 2    |
| 1985./8.6    | Internacional Slovnaft Bratislava | Prva liga    | 5    | 0    |
| 1986./87.    | Dukla Banská Bystrica             | Prva liga    | 3    | 0    |
| 1987./88.    | Dukla Banská Bystrica             | Prva liga    | 12   | 3    |
| 1988./89.    | Internacional Slovnaft Bratislava | Prva liga    | 23   | 5    |
| 1989./90.    | Internacional Slovnaft Bratislava | Prva liga    | 30   | 20   |
| Francuska    | Francuska                         | Francuska    | Liga | Liga |
| 1990./91.    | Martigues                         | Division 2   | 31   | 16   |
| 1991./92     | Martigues                         | Division 2   | 33   | 17   |
| Čehoslovačka | Čehoslovačka                      | Čehoslovačka | Liga | Liga |
| 1992./93.    | Inter Slovnaft Bratislava         | Prva liga    | 28   | 17   |
| Slovačka     | Slovačka                          | Slovačka     | Liga | Liga |
| 1993./94.    | Inter Slovnaft Bratislava         | Superliga    | 16   | 12   |
| Japan        | Japan                             | Japan        | Liga | Liga |
| 1994.        | Urawa Red Diamonds                | J-liga 1     | 16   | 8    |
| Slovačka     | Slovačka                          | Slovačka     | Liga | Liga |
| 1994./95.    | Inter Slovnaft Bratislava         | Superliga    | 9    | 3    |
| 1995./96.    | Inter Slovnaft Bratislava         | Superliga    | 27   | 10   |
| 1996./97.    | Inter Slovnaft Bratislava         | Superliga    | 10   | 9    |
| 1997./98.    | Spartak Trnava                    | Superliga    | 24   | 17   |
| Austrija     | Austrija                          | Austrija     | Liga | Liga |
| 1998./99.    | Grazer AK                         | Bundesliga   | 21   | 3    |
| 1999./00.    | Grazer AK                         | Bundesliga   | 0    | 0    |
| Slovačka     | Slovačka                          | Slovačka     | Liga | Liga |
| 2000./01.    | Artmedia Petržalka                |              | 6    | 1    |
| Država       | Čehoslovačka                      | Čehoslovačka | 113  | 47   |
| Država       | Francuska                         | Francuska    | 64   | 33   |
| Država       | Slovačka                          | Slovačka     | 102  | 62   |
| Država       | Japan                             | Japan        | 16   | 8    |
| Država       | Austrija                          | Austrija     | 21   | 3    |
| Ukupno       | Ukupno                            | Ukupno       | 306  | 153  |

## Reprezentativna karijera
Luhový je za Čehoslovačku nogometnu reprezentaciju upisao dva, a za Slovačku nogometnu reprezentaciju 9 nastupa.

### Statistike
| Čehoslovačka | Čehoslovačka | Čehoslovačka |
| Godina       | Nastupi      | Zgodici      |
| ------------ | ------------ | ------------ |
| 1990.        | 1            | 0            |
| 1991.        | 0            | 0            |
| 1992.        | 0            | 0            |
| 1993.        | 1            | 0            |
| Ukupno       | 2            | 0            |

| Slovačka | Slovačka | Slovačka |
| Godina   | Nastupi  | Zgodici  |
| -------- | -------- | -------- |
| 1995.    | 2        | 0        |
| 1996.    | 1        | 0        |
| 1997.    | 2        | 0        |
| 1998.    | 4        | 0        |
| Ukupno   | 9        | 0        |

## Vanjske poveznice
- (engl.) Ľubomír Luhový na National-Football-Teams.com
- (češ.) Ľubomír Luhový  Arhivirana inačica izvorne stranice od 13. travnja 2014. (Wayback Machine) na stranicama Češkog nogometnog saveza